# Пионер (железопътна гара)
Гара Пионер е стара софийска железопътна гара, която днес не се използва.
В миналото е била част от околовръстната железопътна линия на столицата.

## Местоположение
Гара Пионер се намира близо до Ловния парк.

## Транспорт
До там може да се стигне с автобуси 88, 94 и 102 – автобусна спирка „Гара Пионер“.